# Greg Etafia
Greg Etafia (Lagos, 30 settembre 1982) è un ex calciatore nigeriano, di ruolo portiere.